# Verti Music Hall
Verti Music Hall je multifunkční hala na Mercedes-Platzu v Berlíně. Otevřena byla v roce 2018 a konají se v ní koncerty, sportovní události i firemní akce pro až 4500 návštěvníků na stání nebo přibližně 2500 v úpravě k sezení. Plán na její vznik byl oznámen v roce 2015; na výstavbu haly a okolní zástavby bylo v rozpočtu vyčleněno přibližně 200 milionů eur a výstavba měla trvat 24 až 30 měsíců. V roce 2017 bylo rozhodnuto, že hala dostane název podle pojišťovny Verti. K jejímu otevření došlo 12. října 2018 vyprodaným koncertem amerického hudebníka Jacka Whitea. Později zde vystupovali například John Cale, George Ezra a Kamasi Washington. Hala rovněž slouží k předávání různých cen, například International Music Award (2019) a Laureus World Sports Awards (2020).